# Sverdrup (unité)
Pour les articles homonymes, voir Sverdrup.
Le sverdrup (de symbole Sv ou plus rarement S) est une unité de débit volumique. Un sverdrup représente un million de mètres cubes par seconde, ou encore un hectomètre cube par seconde. Autrement dit, 1 Sv vaut 106 m3/s.
Presque exclusivement utilisé en océanographie pour exprimer le débit des courants marins, le sverdrup est nommé en l'honneur de Harald Sverdrup, pionnier de l'océanographie physique. Il n'est pas une unité du Système international et son symbole est en conflit avec celui du sievert (Sv) ou du siemens (S).
Dans le contexte océanographique, un million de mètres cubes correspond à une tranche d'eau large de 1 km, profonde de 1 km et longue de 1 m. Il est ainsi adapté au débit des courants marins, qui mesurent généralement quelques dizaines de kilomètres en largeur, quelques centaines de mètres en profondeur, et avancent à quelques mètres par seconde. Par exemple, un courant hypothétique large de 50 km, profond de 0,5 km et avançant à 2 m/s présenterait un débit de 50 Sv.

## Ordres de grandeur
Le débit de toutes les eaux continentales vers l'océan mondial est d'environ 1,2 Sv.
Les courants passant le détroit de Béring ou le détroit de Gibraltar ont un débit d'environ 1 Sv.
Le Gulf Stream transporte environ 30 Sv le long des côtes de Floride, et atteint 100 Sv vers 60° O.
Le plus grand courant du monde, le courant circumpolaire antarctique, transporte en moyenne à travers le passage de Drake de l'ordre de 150 Sv (avec une différence de quelques dizaines de sverdrups selon les études,,). Cette moyenne sur un an masque une grande variabilité temporelle : le débit de ce courant pourrait ainsi fluctuer dans l'année entre 90 et 150 Sv sur des durées de moins d'un mois,.